# Martina Stede
Martina Stede (* 1972 oder 1973), verheiratete Göbel, ist eine frühere deutsche Biathletin. Sie ist sowohl die erste Deutsche Meisterin, als auch die erste deutsche Siegerin eines Weltcuprennens in ihrer Sportart.
Martina Stede besuchte die Uplandschule Willingen, ein Schulsportzentrum für den Nordischen Skisport, und gehörte gegen Ende der 1980er und zu Beginn der 1990er Jahre zum bundesdeutschen Biathlon-Nationalkader. Beim SC Willingen gab es im noch jungen Frauenbiathlon schon früh eine von Renate Schinze aufgebaute  Trainingsgruppe, zu der neben Stede auch Petra Schaaf und Inga Kesper gehörten. Als Juniorin gewann sie bei den Junioren-Weltmeisterschaften 1989 in Voss den Titel mit Dorina Pieper und Petra Schaaf, im Mannschaftswettbewerb wurde sie mit beiden Zweite, 1990 gewann sie in Sodankylä Bronze im Sprint.
Bei den Frauen im Leistungsbereich 1989 startete Stede in Feistritz an der Drau bei ihren ersten Biathlon-Weltmeisterschaften und wurde Fünfte des Einzels, 18. des Sprints und verpasste mit Pieper und Schaaf knapp als Viertplatzierte eine Medaille im Staffelrennen. 1990 kam in Minsk ein 26. Platz im Einzel hinzu, 1991 in Lahti verpasste Stede im Mannschaftswettbewerb mit der Bundesdeutschen Vertretung um Uschi Disl, Kerstin Moring und Schaaf als Viertplatzierte erneut knapp eine Medaille. Im Biathlon-Weltcup gelangen Stede 1989 zwei Siege, sie gewann die Einzel im Januar in Ruhpolding und im März in Steinkjer. National gewann Stede 1987 mit dem Einzel den ersten Titel bei Deutschen Meisterschaften überhaupt und 1991 nochmals den Titel mit der Vertretung Hessens an der Seite von Inga Kesper und Schaaf im Staffelwettbewerb. Bereits mit 21 Jahren beendete Stede ihre Biathlonkarriere. Sie ist Ehrenmitglied des SC Willingen. Martina Göbel hat einen Sohn und eine Tochter, sie ist bei ihrem Stammverein als Trainerin aktiv. Die gelernte Bilanzbuchhalterin arbeitet bei der Gemeinde Willingen.

## Biathlon-Weltcup-Platzierungen
Die Tabelle zeigt alle Platzierungen (je nach Austragungsjahr einschließlich Olympische Spiele und Weltmeisterschaften).
- 1.–3. Platz: Anzahl der Podiumsplatzierungen
- Top 10: Anzahl der Platzierungen unter den ersten zehn (einschließlich Podium)
- Punkteränge: Anzahl der Platzierungen innerhalb der Punkteränge (einschließlich Podium und Top 10)
- Starts: Anzahl gelaufener Rennen in der jeweiligen Disziplin

| Platzierung                 | Einzel | Sprint | Verfolgung | Massenstart | Team | Staffel | Gesamt |
| --------------------------- | ------ | ------ | ---------- | ----------- | ---- | ------- | ------ |
| 1. Platz                    | 2      |        |            |             |      |         | 2      |
| 2. Platz                    |        |        |            |             |      |         |        |
| 3. Platz                    |        |        |            |             |      |         |        |
| Top 10                      | 3      | 1      |            |             | 1    | 1       | 6      |
| Punkteränge                 | 3      | 1      |            |             | 1    | 1       | 6      |
| Starts                      | 3      | 1      |            |             | 1    | 1       | 6      |
| Stand: Daten nicht komplett |        |        |            |             |      |         |        |